# Pajštún
Pajštún je zřícenina hradu na západním Slovensku u obce Borinka.

## Historie
Pajštúnský hrad patřil do soustavy pohraničních hradů, které v Malých Karpatech přebíraly od 13. století funkci ochrany severozápadních hranic uherského státu. Začátky královského hradu sahají do druhé poloviny 13. století. Doložen je v roce 1273. Nejstarší majitelé měli společné panství se Stupavou, kam se později i vrátili. Od 14. století patřil hrabatům ze Svatého Jura a Pezinku nepřetržitě až do roku 1526, když rod vymřel a majetky se dostaly do rukou Serényiů a později Salmů. V letech 1592 až 1863 patřil Pálffyům, později Károlyiům. Hrad vyhořel v polovině 18. století, byl částečně opraven a nadále používán. Od 1809, když ho zdemolovala napoleonská vojska, leží v ruinách.

### Přehled majitelů hradu
- Oto z Talesprunu
- Peter III. Svätojurský
- Peter V. Pezinský
- Juraj III. Svätojurský
- Peter VII. Svätojurský
- František Pezinský
- Barbora (vdova po Františku Pezinském)
- Kryštof II. Pezinský
- Gašpar Serédy
- Eck ze Salmu a Neuburgu
- Mikuláš II. Pálffy
- Pavol IV. Pálffy
- Ján II. Anton Pálffy
- Mikuláš VI. Jozef Pálffy
- Mikuláš V. Pálffy
- Leopold II. Štefan Jozef Pálffy
- Leopold II. Pálffy
- Leopold IV. Pálffy
- Ferdinand III. Leopold Pálffy-Daun
- Alois Károlyi
- Ludvík Károlyi

## Současný stav
Hradní budovy se zachovaly ve fragmentech kolem ústředního nádvoří, jehož plochu překrývá násyp z poškozených zdiv. Nejsouvislejší je obvodové zdivo paláců a opevnění vestavěných do masivu hradního bradla, se zachovalými otvory oken, arkýřů, vstupů, ve zdivu s odlehčovacími oblouky a stopami po klenbách. Nejpůsobivější jsou krakorce někdejší pavlače nad vstupem s pozdně renesanční výzdobou v podobě maskarónů z roku 1619, které svou různorodostí dokumentují nároky stavitele na architekturu a její umělecké ztvárnění.

## Stavební podoba
Středověký hrad, z něhož se zachovaly pouze zbytky zdiva, byl podstatně přestavěn v období renesance. Ze 16. století pochází na svoji dobu moderní renesanční opevnění, které se opíralo o mohutný rondel, na kterém se dala umístit děla. Opevnění bylo dokončili v roce 1550, dále ho zdokonalovali v průběhu 17. století Pálffyové, kteří ukončili základní přestavbu hradu a jeho rozšíření již v roce 1619. Ještě větší změny nastaly při stavebních úpravách v polovině 17. století, kdy nově přestavěli obytné budovy a vybudovali další vnější opevnění.

## Galerie

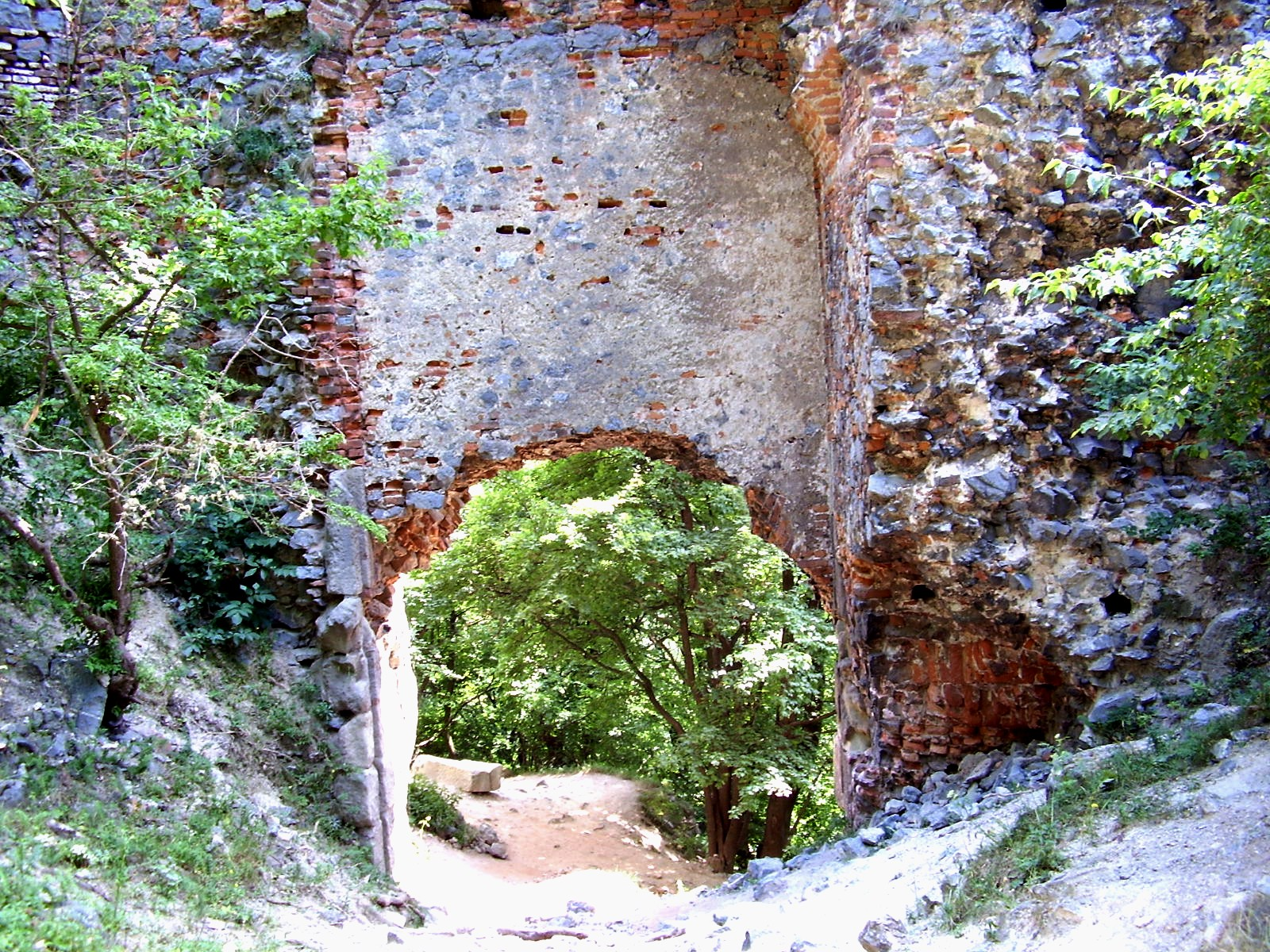
Hlavní brána - pohled z nádvoří
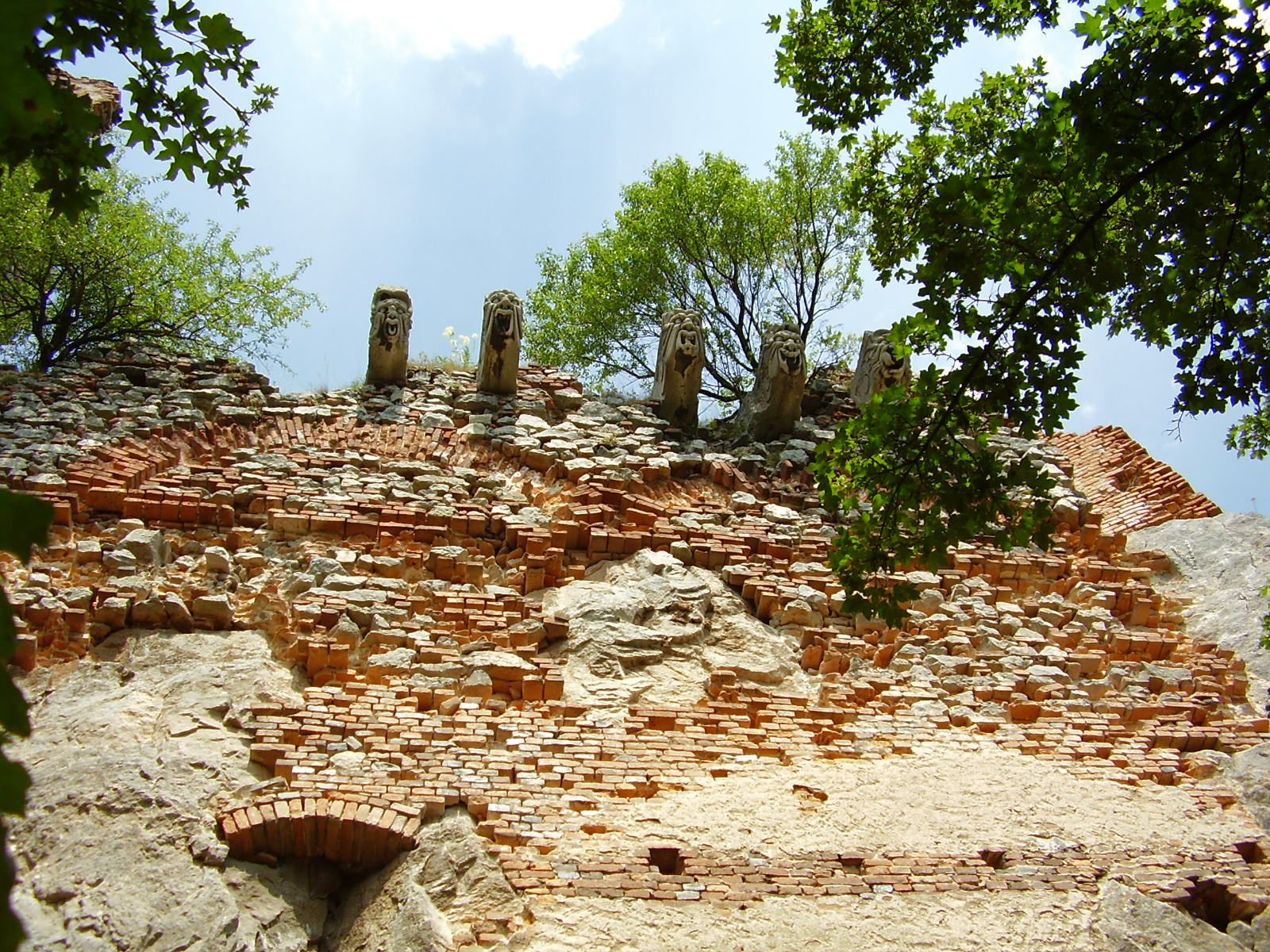
Maskaróny
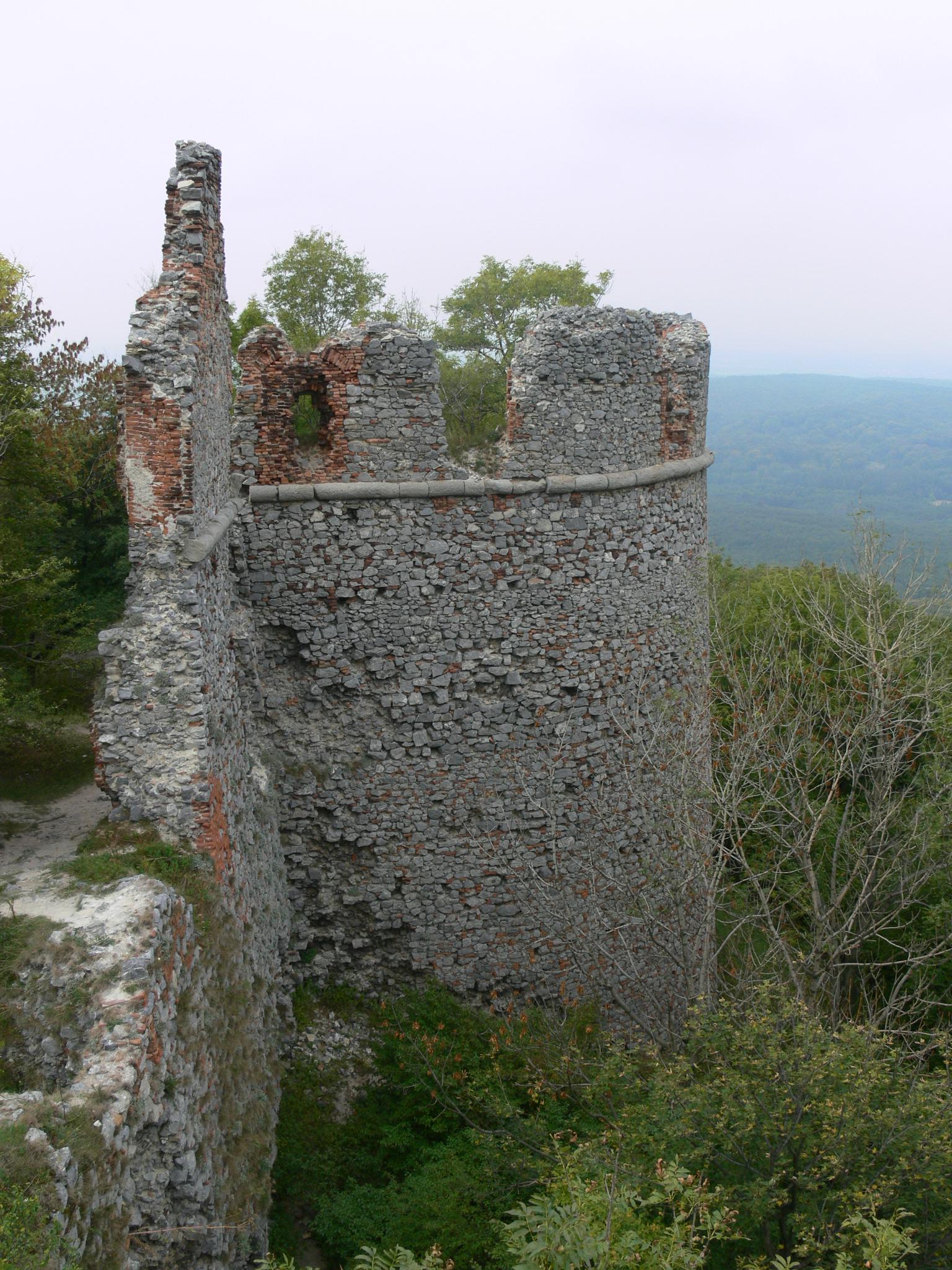
Dělostřelecká věž
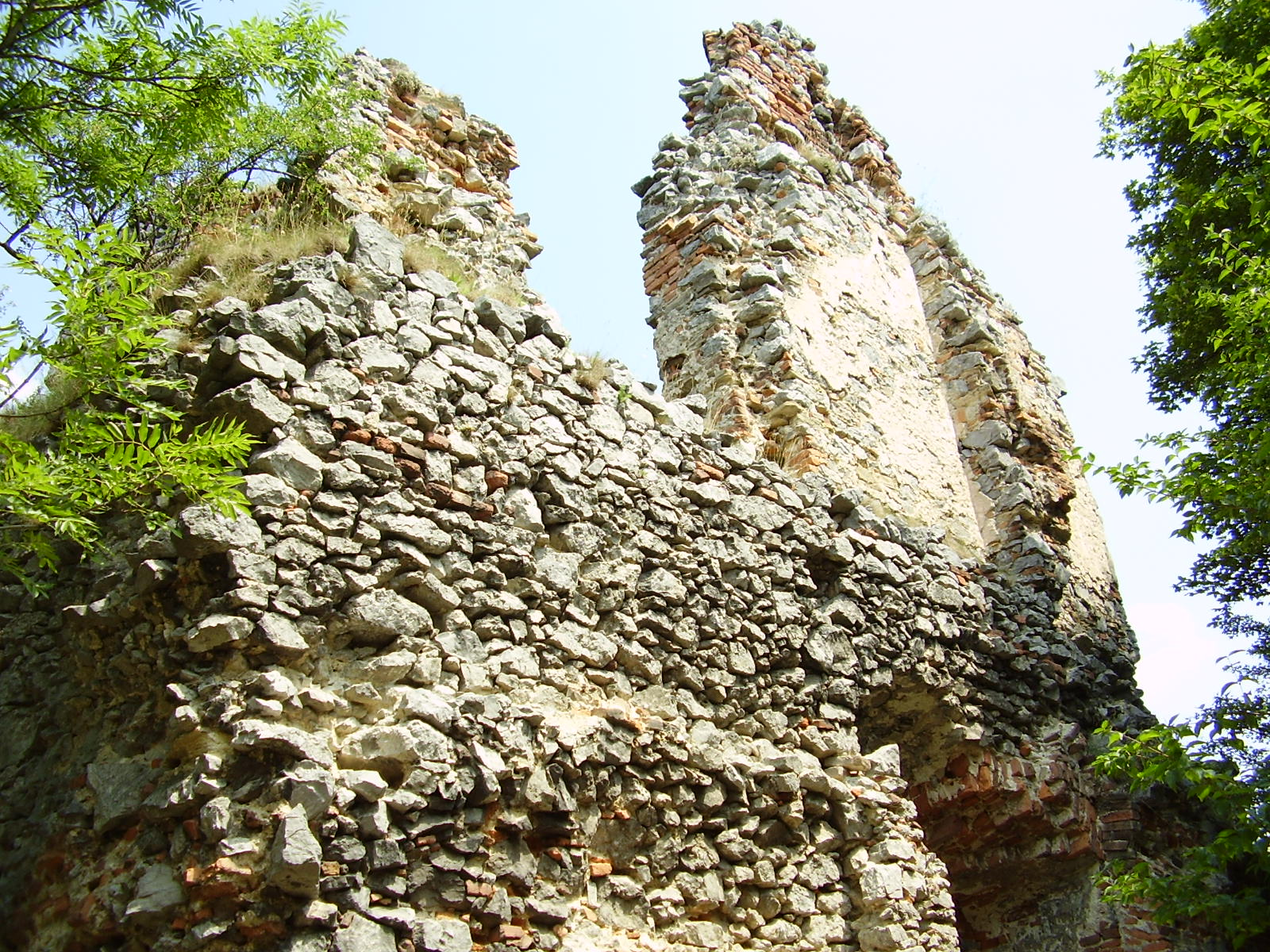
Zřícenina hradu